# 꿀벌류
꿀벌류(Anthophila, Bee)는 꿀벌속을 포함해 호박벌같이 꿀벌이거나 그와 유사한 벌 (곤충)을 가리키는 계통군이다. Anthophila 계통군은 꿀벌상과의 하위, 꿀벌과의 상위에 위치한다.
꿀벌과와 가위벌과 그리고 애꽃벌과, 어리꿀벌과, 털보애꽃벌과 등이 속한다.

## 같이 보기
- 초개체